# Avonturenpark Hellendoorn
Avonturenpark Hellendoorn är en nöjespark i staden Hellendoorn i provinsen Overijssel i Nederländerna. Parken öppnades 1936.
Parken hette ursprungligen Theehuis (nederländska för "tehus"), men bytte 1938 namn till Elf Provinciën efter de "elva provinser" som Nederländerna under den tiden omfattade. År 1978 ändrades namnet till det nuvarande, som betyder "Hellendoorns äventyrspark".

## Attraktioner

### Berg- och dalbanor
Avonturenpark Hellendoorns åkattraktioner omfattar bland annat tre berg- och dalbanor:
- Donderstenen – ("åskstenar", "Tors stenar")
- Rioolrat – ("brunråtta", "vattensork", samt namnet på en särskild typ av lågtryck som ibland uppstår vid den nederländska kusten)
- Tornado – ("tromb")

### Övriga attraktioner
Förutom de tre berg- och dalbanorna rymmer nöjesparken fler än 30 andra attraktioner.